# Triadobatrachus
Triadobatrachus är ett släkte amfibier som levde under äldre trias för ungefär 240 miljoner år sedan. Fossil från Triadobatrachus har påträffats på Madagaskar.
Triadobatrachus är det äldsta kända grodliknande djuret och brukar räknas till ordningen anura. De var bara ungefär 10 centimeter lång och hade en kort svans, något som nästan alla moderna groddjur saknar. Dess bakben var längre och kraftigare än frambenen, men inte lika signifikant som hos moderna grodor. De tros dock ha levt på ett liknande sätt som moderna grodor.
Den enda kända arten är Triadobatrachus massinoti.